# Joseph Mignolet
Joseph Guillaume Jean Mignolet (Luik, 2 juni 1893 – 29 december 1973) was een Belgisch senator en letterkundige.

## Levensloop
Mignolet was voornamelijk een schrijver in het Waalse dialect.
Vanaf het begin van de jaren dertig werkte hij actief mee aan het literair tijdschrift Rex uitgegeven door de gelijknamige uitgeverij en politieke partij.
In 1936 werd hij verkozen tot Rex-senator voor het arrondissement Luik. In 1939 werd hij verkozen tot provinciaal senator voor de provincie Luik.
In september 1944 werd hij uit zijn mandaat gestoten en werd een gerechtelijk onderzoek naar mogelijke daden van collaboratie ingezet. Er volgde een veroordeling en ontneming van burgerrechten.

## Publicaties
- Bouquet d'broufre. Pomésèyes et tchansons sécrites è l'Al'magne 1914-1918, Seraing, 1920.
- L'avièrge di pire. Comédèye di treûs akes, Seraing, 1922.
- Li tchèsturlinne dèl bèle rotche, Seraing, 1923.
- A hwèrca, Hoei, 1923.
- A huèrcà, Hoei, 1923.
- L'âme del Cité, 1923.
- Al Bèle fontinne, Seraing, 1924.
- Les hâyes sont i florèyes, Luik, 1924.
- Li payis des Sotès, Luik, 1926.
- Li vué di cloki, Hoei, 1926.
- Fleûrs di Prétimp, Luik, 1927.
- Leyon Degrelle? On fré!, Brussel, 1937.
- Li Bone Novèle. Evandjiles di St. Marc et d'St. Luc , 1937.
- Payis d'Lidje, Luik, 1943.